# Paul F. Byrd
Paul Francis Byrd (*  1918; † 1991) war ein US-amerikanischer angewandter Mathematiker.
Byrd, der afroamerikanische Ursprünge hat, besuchte die Lincoln High School in Kansas City und studierte an der Northwestern University und der University of Chicago (Master-Abschluss). Er beabsichtigte in Mathematik zu promovieren, wurde aber im Zweiten Weltkrieg zu den Tuskegee Airmen (einer afroamerikanischen Fliegereinheit) eingezogen als Meteorologe und wurde in Italien 1944 verwundet. Danach lehrte  er als Associate Professor an der Fisk University in Nashville, bevor er als  Wissenschaftler an das Ames Research Center der NASA in Mountain View in Kalifornien ging. 1958 war er zu einem Sabbatjahr-Aufenthalt an der Universität Hamburg, wo er sich mit Formeln für spezielle Funktionen befasste. Dort heiratete er auch seine deutsche Ehefrau Isolde. Danach kehrte er zur NASA zurück, lehrte nebenbei an der San José State University, zu der er 1974 ganz als Professor wechselte.
Byrd war Experte für die formelmäßige Behandlung elliptischer Integrale und anderer spezieller Funktionen.
Er schrieb auch viele Artikel im Fibonacci Quarterly und Beiträge zu den Problemlösungsabschnitten mathematischer Zeitschriften. Er galt auch als guter Schachspieler.

## Schriften
- mit  Morris D. Friedman[1]:  Handbook of Elliptic Integrals for Engineers and Scientists, Grundlehren der mathematischen Wissenschaften 67, Springer 1954